# Auguste van Biene
Auguste van Biene, né à Rotterdam (Pays-Bas) le 16 mai 1849 et mort à Brighton (Royaume-Uni) le 23 janvier 1913 , est un compositeur, violoncelliste et acteur hollandais. Il est principalement connu pour sa composition The Broken Melody, écrite pour la comédie musicale du même nom.